# Bumperkleven

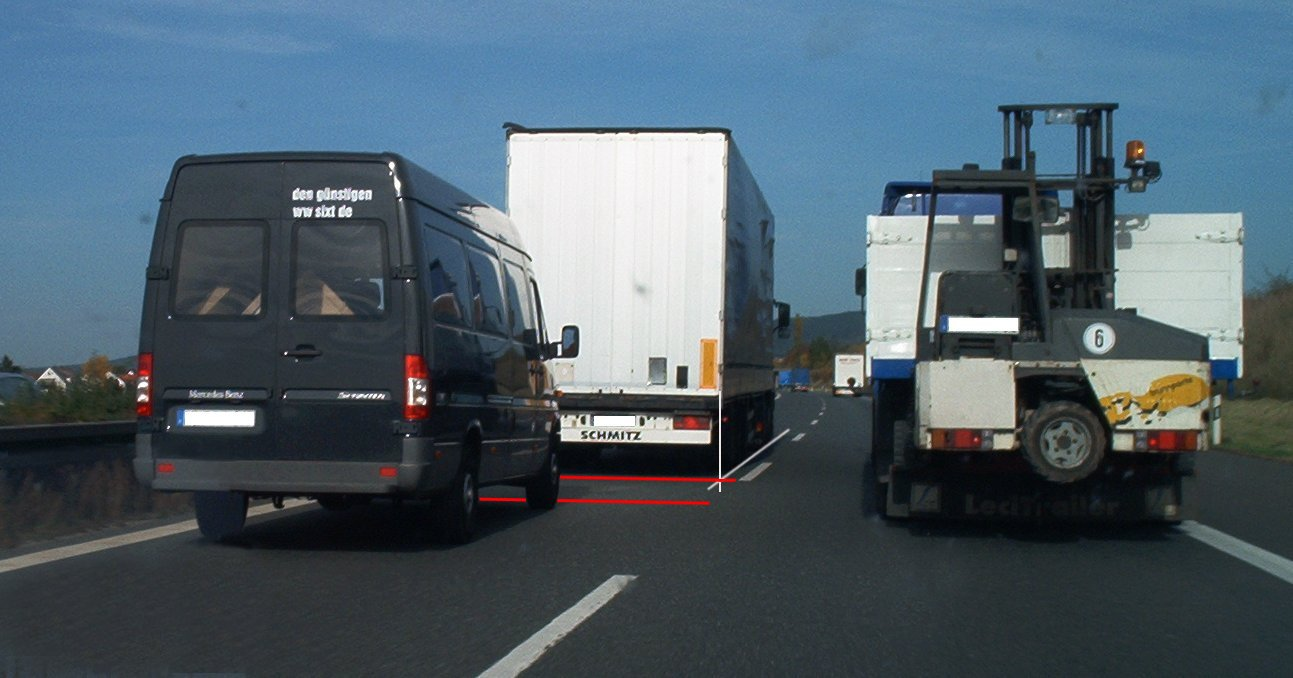
Bumperkleven bij een vrachtwagen

Bumperkleven is het in het verkeer gedurende langere tijd op een dermate korte volgafstand van een voorganger rijden dat in het geval van een noodstop van de voorganger op tijd stoppen niet meer mogelijk is. Het grootste deel van kop-staartbotsingen in het wegverkeer is een direct gevolg van bumperkleven. Hier komt bij dat, wanneer men bumperkleeft bij een vrachtwagen, het zicht sterk beperkt wordt en de bumperklever in de dode hoek van de vrachtwagenchauffeur komt, deze kan hem dus niet meer zien. Met opzet bumperkleven kan als verkeersagressie aangemerkt worden.

## Redenen en oorzaken
Er kunnen verschillende redenen zijn die aanleiding kunnen geven tot bumperkleven:
- Onopzettelijk: de bumperklever let niet op en nadert daarom zijn voorligger te dicht.
- Opzettelijk:
  - De bumperklever wil zijn voorganger duidelijk maken dat hij erlangs wil en wil dat de voorganger hem erlangs laat.
  - De bumperklever wil zijn voorganger intimideren.

De dieperliggende oorzaken hierachter kunnen zijn:
- Stress; sommige verkeersdeelnemers kunnen niet omgaan met stressvolle verkeerssituaties zoals drukte op de weg/files. Ook haast/tijdgebrek kan tot stress in het verkeer leiden.
- Intolerantie; het rijgedrag van andere verkeersdeelnemers niet kunnen accepteren.
- Snelheidsovertreding; wanneer de maximumsnelheid overtreden wordt lijken andere verkeersdeelnemers langzamer te rijden.
- Verstoorde agressieregulatie; personen met bepaalde aandoeningen kunnen sneller agressief worden, voorbeelden zijn persoonlijkheidsstoornissen en verslaving.
- Impulsiviteit; de ene persoon heeft een "korter lontje" dan de ander. Spanningsbehoefte kan hier ook een rol bij spelen.
- Afleiding in het verkeer

## Wetgeving naar land

### Nederland
In de Nederlandse wet is sinds 2008 bepaald dat iedere bestuurder in staat moet zijn om zijn voertuig tot stilstand te brengen binnen de afstand waarover hij de weg kan overzien en waarover deze vrij is. 
Wanneer de politie bumperkleven constateert kunnen de volgende sancties worden opgelegd (tarieven 2015):
- Bij geen afstand houden bij snelheden tot 80 km/h bedraagt de boete € 280,-.
- Snelheid > 80 t/m 100 km/h, onderlinge afstand > 3 meter - € 430,-
- Snelheid > 80 t/m 100 km/h, onderlinge afstand < 3 meter - € 600,-
- Snelheid 100 t/m 120 km/h, onderlinge afstand > 3 meter - € 600,-
- Snelheid 100 t/m 120 km/h, onderlinge afstand < 3 meter - € 700,-
- Bij hogere snelheden gaat het proces-verbaal naar de officier van justitie. Zulke plakkers krijgen een dagvaarding, waarbij een rechter afhankelijk van de omstandigheden tot bestraffing overgaat. Er kunnen forse boetes worden opgelegd en een ontzegging van de rijbevoegdheid van maximaal 8 maanden is mogelijk.

#### Overtreding
Verschillende verkeersveiligheidsinstanties en de Nederlandse overheid bevelen een minimum volgtijd van 2 seconden aan (tweesecondenregel). De automobilist heeft dan, na een seconde reactietijd, nog kans om te reageren door te remmen. De praktijk wijst uit dat gedurende capaciteitscondities van een autosnelweg meer dan 2400 voertuigen per uur een rijstrook benutten. Dit betekent gemiddeld een volgtijd van 1,5 seconde (bij 90 km/h een volgafstand van ongeveer 32 meter voor een gemiddelde personenauto). Dergelijke volgtijden en afstanden worden niet bestraft. De politie treedt pas op tegen automobilisten die gedurende een langere tijd (halve minuut) een volgtijd van minder dan een halve seconde handhaven.

## Trivia
- De aanduiding bumperkleven is een niet-scheidbare samenstelling van de woorden bumper en kleven.
- Ambulancekleven is bumperkleven door een automobilist bij een ambulance (rijdend als voorrangsvoertuig) om zo sneller door het verkeer te komen.